# كانتون سانت لوسيا
كانتون سانت لوسيا (بالإنجليزية: Santa Lucía Canton)‏ هو كانتون في الإكوادور، يتبع مقاطعة غاياس. بلغ عدد سكانها في تعداد عام 2001 33,868 نسمة.

## السكان
المجموعات العرقية اعتبارًا من التعداد الإكوادوري لعام 2010:
| العرقية               | النسبة |
| --------------------- | ------ |
| مونتوبيو              | 57.2%  |
| ميستيثو               | 35.9%  |
| الإكوادوريون الأفارقة | 4.1%   |
| اللاتينيون            | 2.5%   |
| السكان الأصليون       | 0.2%   |
| أخرى                  | 0.1%   |